# فورادادا
فورادادا (به اسپانیایی: Foradada) یک منطقهٔ مسکونی در اسپانیا است که در نوگورا واقع شده‌است. فورادادا ۲۸٫۶ کیلومتر مربع مساحت دارد ۴۵۵ متر بالاتر از سطح دریا واقع شده‌است.